# Клемент, Иоганн Михаэль
Иоганн Михаэль (Янош Михай, Ян Михал) Клемент (нем. Johann Michael Klement, венг. János Mihály Klement, 7 июня 1669, Банска-Бистрица, Габсбургская монархия — 18 апреля 1720, Берлин, Королевство Пруссия) — венгерский авантюрист и дипломат.

## Биография
Учился в университете Франкфурта-на-Одере.
В 1707 году стал доверенным лицом Ференца II Ракоци, поднявшего восстание против Габсбургской монархии. С сентября 1708 года он был представителем Ракоци при прусском дворе, с осени 1710 года жил в Нидерландах, где также представлял Ракоци. В 1712 году он присутствовал на мирных переговорах в Утрехте как представитель Ракоци.
В 1714 году он вступил в контакт с представителями габсбургских властей, в 1715 году выдал им свою переписку с Ракоци и стал тайным агентом габсбургского двора.
Не получив за свое предательство ожидаемой им награды, Клемент, после тщетных попыток найти себе приют при габсбургском или саксонском дворах, в 1718 году решил испробовать смелый обман с прусским королем Фридрихом-Вильгельмом I. Добившись у него тайной аудиенции, он убедил его в существовании у саксонского и габсбургского дворов плана завладеть его особой и воспитать наследного принца прусского в католичестве. Всё это подтверждалось подложными письмами принца Евгения Савойского и других высокопоставленных лиц. Король впал в мрачную меланхолию, постоянно ходил вооружённый и перестал допускать к себе наиболее близкого к нему до тех пор князя Леопольда Дессауского. Старания последнего выяснить причины грусти короля, наконец, увенчались успехом. Клемент хотел скрыться, но был схвачен, принуждён к сознанию в обмане и, по требованию глубоко оскорбленных саксонского и габсбургского дворов, был судим и казнён в 1720 году в Берлине.